# Peyton Conway March
Peyton Conway March (27 décembre 1864 - 13 avril 1955) est un militaire américain, qui fut chef d'état-major.

## Carrière
En 1884, il intégra West Point où il obtint son diplôme en 1888. Il fut ensuite assigné à la 3e artillerie puis à la 5e. Pendant la guerre hispano-américaine, il fut envoyé aux Philippines où il aida Arthur MacArthur Jr., le père de Douglas MacArthur. Au début du siècle, il commanda plusieurs troupes d'artillerie et fut promu colonel en 1916.

## En France
Pendant la Première Guerre mondiale, March fut élevé au rang de brigadier général puis major général et commanda 1erBrigade d'artillerie de campagne, la 1re Division d'Infanterie, et enfin chef de toutes les artilleries du Corps expéditionnaire des États-Unis. De retour à Washington, il fut nommé chef de l'état-major le 4 mars 1918. Il poursuivit ce mandat jusqu'au 30 juin 1921. Il prit sa retraite la même année avec le grade de major général.

## Organisateur
À la tête de l'état-major, March réorganisa la structure de l'armée et abolit la distinction en temps de guerre entre l'armée régulière, les réservistes et la garde nationale. Il créa de nouveaux corps (Air Force, Chemical Warfare Corps, Transportation Corps et le Tank Corps). À la fin de la Première Guerre mondiale, il supervisa la démobilisation. Son successeur fut John J. Pershing avec lequel il fut souvent en désaccord au sujet du commandement de l'American Expeditionary Force qui opérait en Russie.

## Retraite
En juin 1930, alors qu'il était à la retraite, il fut élevé au rang de général. En 1932, il publia ses mémoires, The Nation at War (la nation en guerre) où il critique les actions, la philosophie et la stratégie de Pershing.
Le général March est mort en 1955 et a été enterré au cimetière d'Arlington. 

## Décorations
- Distinguished Service Cross (États-Unis)
- Distinguished Service Medal (États-Unis)
- Silver Star (médaille) avec quatre feuilles de chêne
- Médaille du service sur la frontière mexicaine
- Médaille de campagne aux Philippines
- Médaille interalliée 1914-1918
- Grand-croix de l'Ordre de Saint-Michel et Saint-George (Royaume-Uni)
- Grand officier de la Légion d'honneur)
- Grand-croix de l'Ordre des Saints-Maurice-et-Lazare (Italie)
- Grand Cordon de l'Ordre du Soleil levant (Japon)
- Grand-croix de l'Ordre de Georges Ier (Grèce)
- Grand-croix de l'Ordre de la Couronne (Belgique)
- Grand-croix de la Polonia Restituta (Pologne)
- Croix de guerre 1918 (Tchécoslovaquie)